# 多紋頜鬚鮈
多纹颌须鮈（学名：Gnathopogon polytaenia）为輻鰭魚綱鯉形目鲤科颌须鮈属的鱼类，是中国的特有物种。分布于滹沱河水系等。该物种的模式产地在山西省娘子关。體長可達7.6公分。

## 扩展阅读
維基物種上的相關：多纹颌须鮈